# Río Surinam
El río Surinam (tradicionalmente en español, Soronama) es un río de la República de Surinam, país al que da nombre. Tiene 480 km de longitud y desemboca en el océano Atlántico en las inmediaciones de Paramaribo, capital de la nación.
Sus nacientes se encuentran en las montañas de Guayana, en la frontera entre las Montañas Wilhelmina y las Montañas Eilerts de Haan donde es conocido como el Gran Río. El río fluye hacia el nordeste, atravesando el distrito de Sipaliwini, hasta alcanzar el embalse Brokopondo, luego fluye hacia el norte hasta la llegar a la capital Paramaribo en la margen izquierda y Meerzorg en la margen derecha. En Nieuw Amsterdam se une al río Commewijne para buscar su desembocadura en el océano Atlántico.
El río tiene varios conjuntos de rápidos, así como algunas presas, la mayor de las cuales es el embalse de Brokopondo.
En el año 2000, fue inaugurado oficialmente el puente Jules Wijdenbosch de Paramaribo por el presidente del país, quien había encargado la construcción del puente y al que honra con su nombre. El puente permite el acceso a la parte oriental del país. En Carolina, a unos 50 km al sur de Paramaribo, un puente de madera cruza el río.

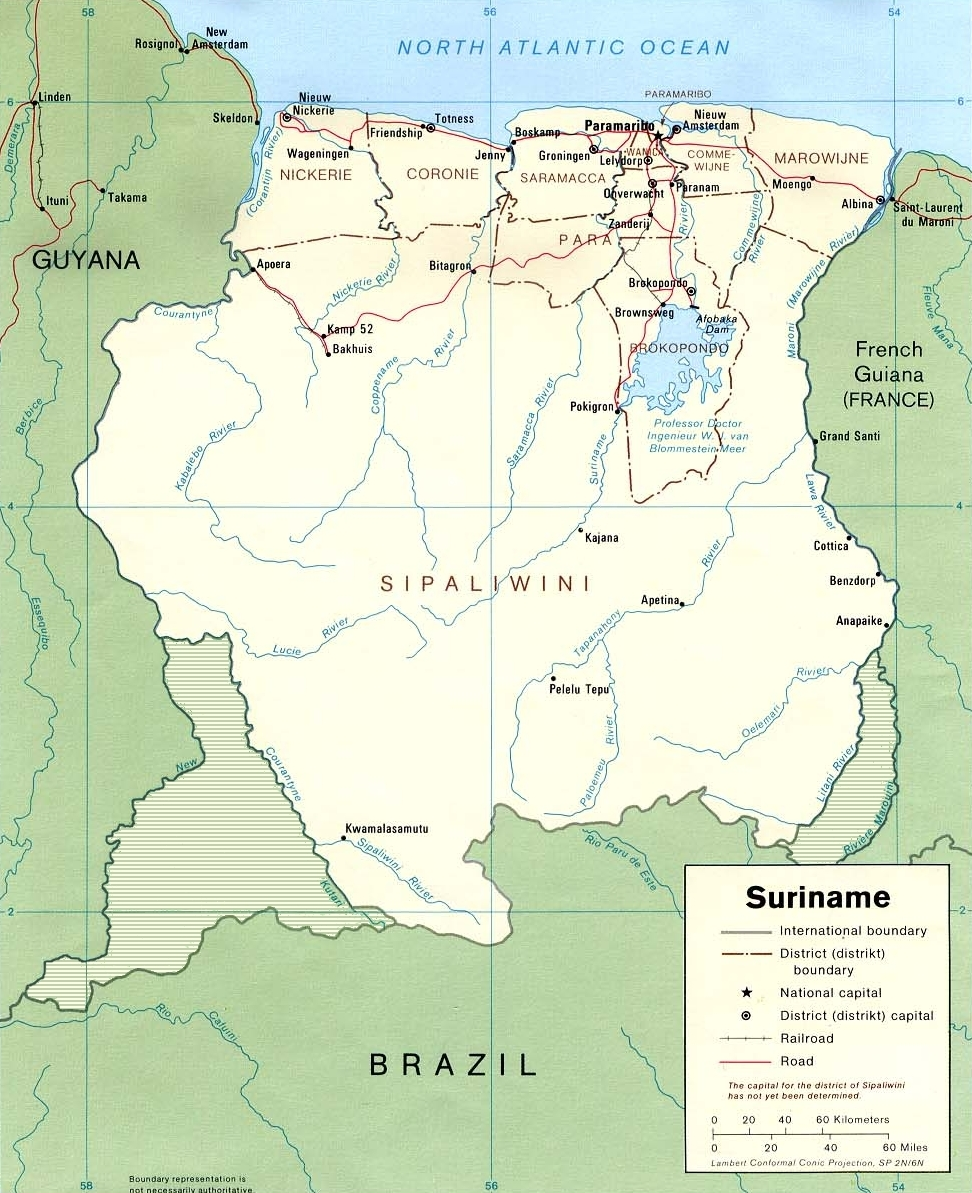
Tras haber atravesado el distrito de Sipaliwini, el río Surinam fluye hacia el norte, desembocando en el océano Atlántico.

## Etimología

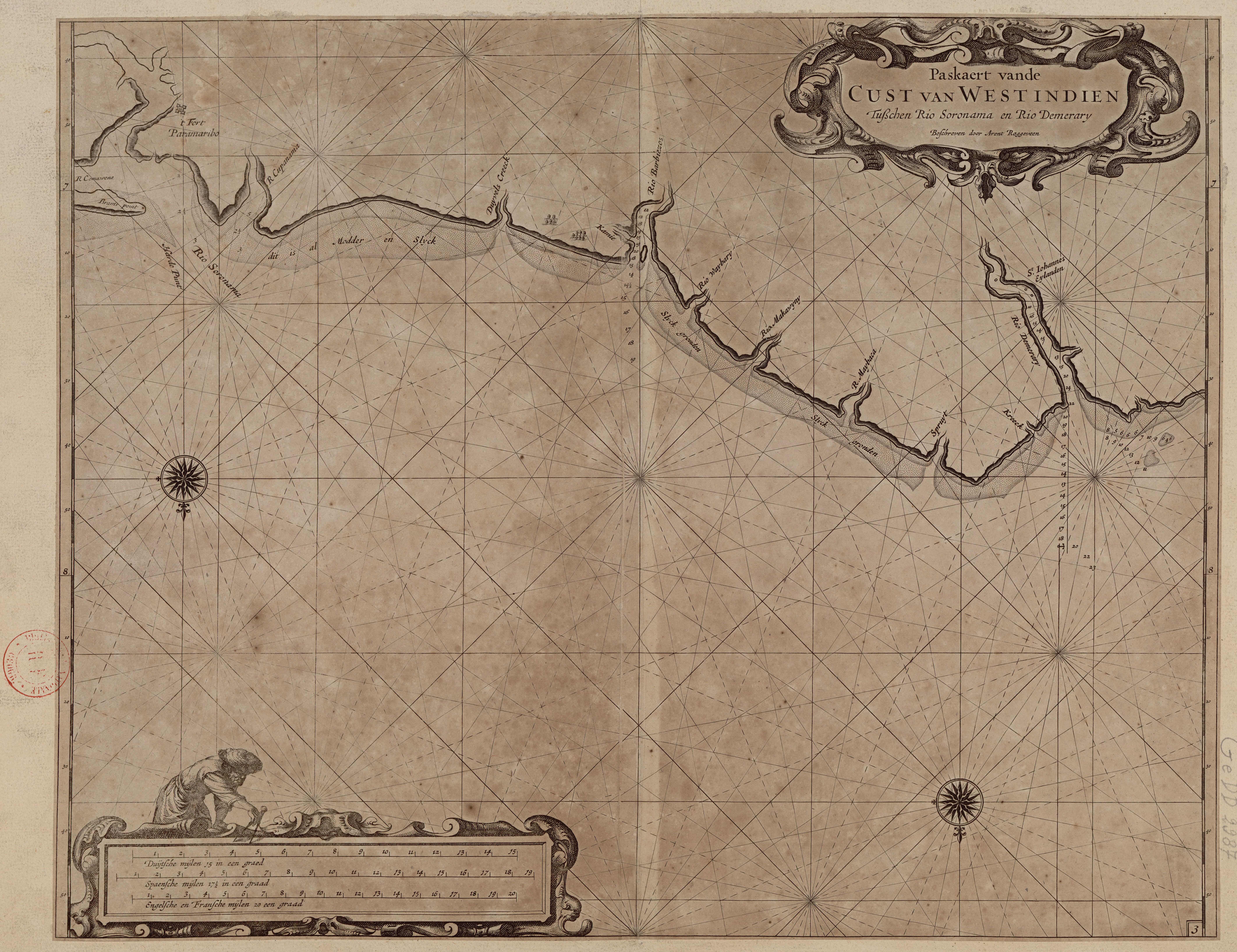
Mapa de la costa de las Indias Occidentales entre el río Soronama y el río Demerara, por Arent Roggeveen (16..-1679).

El nombre Surinam podría derivar de un pueblo indígena llamado Surinen, que habitaba la zona en el momento del contacto europeo.
Las primeras fuentes europeas recogen variantes de "Surinam" como nombre del río. Lawrence Kemys escribió en relación con su segundo viaje a Guayana sobre el paso de un río llamado "Shurinama". En 1598, una flota de tres barcos holandeses que visitaron la Costa Salvaje mencionaron haber cruzado el río "Surinamo". En 1617, un notario holandés deletreó el nombre del río en el que había existido un puesto comercial holandés tres años antes como "Surrenant". El navegante holandés David Pietersz de Vries escribió sobre su viaje remontando el río "Sername" en 1634 hasta que encontró la colonia inglesa allí; la vocal terminal permaneció en la ortografía y pronunciación holandesa futura. En 1640, un manuscrito español titulado "Descripción general de todos los dominios de Su Majestad en América" llamaba al río "Soronama". En 1653, las instrucciones dadas a una flota británica que navegaba para encontrarse con Lord Willoughby (Francis Willoughby, quinto barón Willoughby de Parham) en Barbados, que en ese momento era la sede del gobierno colonial inglés en la región, deletreaban el nombre de la colonia "Surinam"; esta seguiría siendo la ortografía estándar en inglés. Una carta real de 1663 decía que la región alrededor del río se "llamaba Serrinam también Surrinam".

## Navegación
Para importación y exportación, Surinam es, con diferencia, el río más importante del país. No sólo todos los buques que transportan bauxita, óxido de aluminio y aluminio salen de Surinam a través del río, sino que casi todos los buques que transportan materiales vitales para Surinam acceden al país por Braamspunt para descargar sus cargamentos en los puertos de Paramaribo (inmediatamente al sur del centro de la ciudad), o en los puertos de Smalkalden y Paranam, aproximadamente a 30 km de Paramaribo, que son esenciales para la industria del aluminio. Durante la Segunda Guerra Mundial, el carguero Lloyd del norte de Alemania de 6.000 toneladas Goslar fue hundido en Surinam para evitar que cayera en manos aliadas. Los restos del naufragio no han sido retirados y permanecen visibles en mitad del río.